# Kanako Kitao
Kanako Kitao, född den 6 februari 1982 i Kyoto, Japan, är en japansk konstsimmare.
Hon tog OS-silver i lagtävlingen i konstsim i samband med de olympiska konstsimstävlingarna 2004 i Aten.